# 蜜標

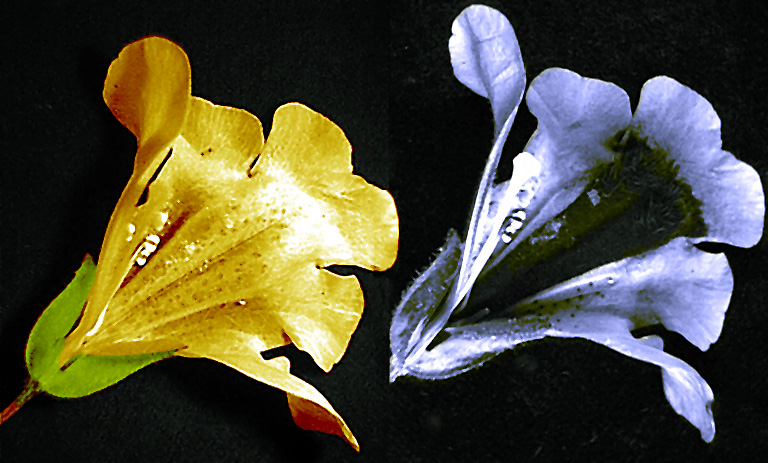
可視光（左）と紫外線（右）によるミゾホオズキ属の植物の花の画像。ミツバチには見えるが、人間には見えない暗い模様がある。

蜜標（みつひょう）とは、いくつかの被子植物の花に見られる、ポリネーターを蜜などの報酬へと導く模様のことである。ネクターガイド、ネクターサインなどとも呼ばれる。

## 概要
報酬は一般的に蜜、花粉、またはその両方の形をとるが、さまざまな植物が油、樹脂、香り、ワックスなどを報酬として生産する。英語では、「pollen guides」や「honey guides」とも呼ばれるが、このような用語は使わず、「floral guides」という語を使うべきであると主張する権威者もいる。ポリネーターを介する選択（pollinator-mediated selection）と呼ばれるプロセスを通じて、花粉媒介者の訪問は、蜜標を含むさまざまな花の形質を決定づける。
例えば、Linaria genistifoliaというオオバコ科の植物は、黄色い花にオレンジ色の蜜標がある。しかし、ヒマワリなど一部の植物では、紫外線の下で見たときにのみ蜜標が見える。紫外線下では、花は蜜腺がある中心部が濃くなり、花弁にも特定の模様があることが多い。これは、ミツバチなどのポリネーターや紫外線を見ることができる昆虫にとって、花をより魅力的にするためと考えられている。
人間には見えない紫外線の色はビー・バイオレット（bee violet）と呼ばれ、紫外線に緑色（黄色）の波長（およそ540ナノメートル）を混ぜたものは、人間の視覚における紫色になぞらえてビー・パープル（bee purple）と呼ばれている。